# Juan José Castelli
Pour les articles homonymes, voir Castelli.
Juan José Castelli (Buenos Aires, 19 juillet 1764 – idem, 12 octobre 1812) était un avocat et homme politique argentin. Surnommé l’orateur de Mai, il se distingua par son appui déterminé à la révolution de Mai de 1810, qui préluda à la guerre d’indépendance de l’Argentine. Dans le cadre de celle-ci, il dirigea l’année suivante une calamiteuse campagne militaire contre les troupes royalistes espagnoles dans le Haut-Pérou.

## Biographie
Né à Buenos Aires, alors capitale de la Vice-royauté du Río de la Plata, d’un père d’origine italienne, Juan José Castelli fit d’abord sa scolarité au Collège royal Saint-Charles de sa ville natale, puis au collège Monserrat de Córdoba. Il mena ensuite des études de droit à l’université de Charcas, dans le Haut-Pérou, et obtint le titre d’avocat. Son cousin, Manuel Belgrano, put l’introduire dans l’administration publique de la Vice-royauté du Río de la Plata. Conjointement avec notamment Nicolás Rodríguez Peña, Hipólito Vieytes et le même Belgrano, Castelli faisait des plans de révolution de sorte à remplacer la monarchie absolue par un régime politique inspiré des idées des Lumières. Durant la révolution de Mai, il se mit à la tête des patriotes et contribua à ce que le mouvement débouchât finalement sur l’évincement du vice-roi Baltasar Hidalgo de Cisneros. C’est à l’allocution qu’il prononça lors du cabildo ouvert tenu à Buenos Aires le 22 mai 1810 qu’il dut son surnom d’orateur de Mai. Il fut nommé membre votant de la Première Junte, commission exécutive de neuf membres issue de la révolution, et, après la forfaiture d’Ocampo, qui par scrupule refusa de fusiller le contre-révolutionnaire et ci-devant vice-roi Jacques de Liniers, fut diligenté à Córdoba pour achever de mettre un terme à la contre-révolution surgie dans cette ville – mission qu’il accomplit sans fléchir, en ordonnant l’exécution du meneur Liniers et de ses compagnons. Ensuite, il dirigea l’instauration d’un gouvernement révolutionnaire dans le Haut-Pérou (correspondant grosso modo à l’actuelle Bolivie), dans le but de libérer les peuples indigènes et les esclaves africains. En juin 1811, Castelli conclut une trêve avec les Espagnols dans le Haut-Pérou, mais fut trahi ; son armée du Nord, ainsi prise au dépourvu, subit une défaite majeure dans la bataille de Huaqui le 20 juin 1811. Lorsqu’il fut de retour à Buenos Aires, le Premier triumvirat, lui reprochant sa défaite, décida de l’incarcérer en attendant de le mettre en jugement, mais Castelli mourut peu après d’un cancer de la langue.